# František Horváth
František Horváth (1855, Banská Bystrica – 4. dubna 1939, Košice) byl slovenský houslista a primáš. Byl to technicky vyspělý houslista a šiřitel slovenských lidových písní.

## Životopis
Jeho otec byl František Horváth a matka Mária Horváthová, roz. Radičová. Hrál od svých čtrnácti let v otcově kapele. Od roku 1873 byl domácím primášem grófa Sapáriho v Budapešti, kde roku 1885 v soutěži patnácti nejlepších primášů získal titul krále primášů. Roku 1886 hrál s kapelou v Paříži na světové výstavě při příležitosti otevření Eiffelovy věže. Odtud odcestoval na pozvání anglického krále Eduarda VI. do Londýna. Později působil v Budapešti, podnikal zájezdy do celého Uherska a evropských měst. Po 1918 koncertoval v Praze, Ostravě, Bratislavě a lázeňských městech po celém Československu. Po celou tuto dobu však žil v Košicích.